# Бурназел (Тарн)
Бурназел (фр. Bournazel) насеље је и општина у јужној Француској у региону Миди Пирене, у департману Тарн која припада префектури Алби.
По подацима из 2011. године у општини је живело 181 становника, а густина насељености је износила 24,43 становника/km². Општина се простире на површини од 7,41 km². Налази се на средњој надморској висини од 325 метара (максималној 330 m, а минималној 193 m).

## Демографија
| 1962. | 1968. | 1975. | 1982. | 1990. | 1999. | 2011. |
| ----- | ----- | ----- | ----- | ----- | ----- | ----- |
| 136   | 155   | 125   | 119   | 134   | 152   | 181   |

График промене броја становника у току последњих година